# اولگ هوسیف
اولگ آناتولیوویچ هوسیف (به اوکراینی: Олег Анатолійович Гусєв) (زاده ۲۵ آوریل ۱۹۸۳) بازیکن فوتبال اهل کشور اوکراین است.
وی سابقه ۹۸ بازی ملی برای تیم ملی فوتبال اوکراین در کارنامه دارد.